# Coleophora diogenes
Coleophora diogenes é uma espécie de mariposa do gênero Coleophora pertencente à família Coleophoridae.